# Pontevico
Pontevico (lombardul: Puntìc) település Olaszországban, Lombardia régióban, Brescia megyében. Lakosainak száma 6978 fő (2023. január 1.). Pontevico Alfianello, Bassano Bresciano, Corte de’ Frati, San Gervasio Bresciano, Verolanuova, Verolavecchia és Robecco d’Oglio községekkel határos.

## Népesség
A település lakossága az elmúlt években az alábbi módon változott:
| Lakosok száma | 7090 | 7118 | 6978 |
|               | 2017 | 2018 | 2023 |